# 栗田村 (京都府)
栗田村（くんだむら）は、京都府与謝郡にあった村。現在の宮津市の東部、京都丹後鉄道宮舞線・栗田駅の周辺にあたる。

## 地理
- 海洋：若狭湾、宮津湾、栗田湾
- 島嶼：女島、片島、鈴島
- 岬：黒崎、無双ヶ鼻、機崎

## 歴史
- 1889年（明治22年）4月1日 - 町村制の施行により、新宮村・脇村・中村・小寺村・上司町・中津村・小田宿野村・島陰村・田井村・矢原村・獅子村の区域をもって発足。
- 1954年（昭和29年）6月1日 - 宮津町・吉津村・府中村・日置村・世屋村・養老村・日ケ谷村と合併して宮津市が発足。同日栗田村廃止。

## 交通

### 鉄道路線
- 日本国有鉄道
  - 宮津線（現・京都丹後鉄道宮舞線）
    - 栗田駅

### 道路
- 国道178号